# Акваја Харбор (Вирџинија)
Акваја Харбор (Вирџинија) (енгл. Aquia Harbour) насељено је место без административног статуса у америчкој савезној држави Вирџинија.

## Демографија
По попису из 2010. године број становника је 6.727, што је 1.129 (-14,4%) становника мање него 2000. године.
| Група             | 2000.         | 2010.         |
| Белци             | 6.586 (83,8%) | 5.350 (79,5%) |
| Афроамериканци    | 701 (8,9%)    | 521 (7,7%)    |
| Азијати           | 100 (1,3%)    | 150 (2,2%)    |
| Хиспаноамериканци | 268 (3,4%)    | 493 (7,3%)    |
| Укупно            | 7.856         | 6.727         |